# Погребин
Погребин (ср.-в.-нем. Pogrzebin) — историческое поселение в Ратиборском княжестве (нем. Ratibor) ранне-средневековой Силезии, современная деревня Погре́бень или Погже́бень (пол. Pogrzebień) в Силезском воеводстве Рацибужском повяте Корновацкой гимны на юге Польши. В период с 1945 по 1954 годы — административный центр и резиденция погребинской общины. В 1975—1998 годах административно принадлежал катовицкому воеводству.

## История
Поселение раннего средневековья уже известно в XII веке. С 1313 года принадлежало доминиканскому монастырю в качестве приданного принцессы из родовой династии Пястов — Евфимии (Евфимия Ратиборская, вар.: Eufemia, Ofka, Ofemia), которая была католической приорессой в Ратиборе (нем. Ratibor), причисленная впоследствии к лику святых. В 1800 году поместье купил Ян Лариш, дочь по имени Луиза которого вышла замуж за Иосифа фон Эйхендорфа (нем. Joseph Karl Benedikt Freiherr von Eichendorff), а в 1882 году замок с поместьем приобрёл Артур Бейлдон.

### Иные исторические наименования
- Погребин (ср.-в.-нем. Pogrzebin)
- 1258 Погребиня (Pohrzebynia)
- 1264 Погребина, Погжебина (Pogrebyna, Pogrzebyna)
- 1313 Погребин (Pogrebina)
- 1358 Погребин (Pogrebine)
- 1532 Погребин (Pohrebin)
- 1679 Погребьен (Pogrzebien)
- Русское наименование — Погребное: во время войны этим именем пользовались русские солдаты.
- Погребень, Погжебень (Pogrzebień)

Именован в сложносоставном значении слов пол. Pogrzebinia / пол. Pogrzebień или по персональному имени и профессиональному прозвищу владельца.

## Физико-географические характеристики
Деревня расположена на возвышенности до 100 метров долины берегов реки Одр, создавая впечатление смотровой площадки в живописным природном ландшафте. С деревни открывается широкая панорама на долину с цистерцианскими прудами Великота на фоне зарождающихся силезских и силезско-моравских Бескидов с Лысой горой, а с противоположной стороны — на Опавские горы в Восточных Судетах.
| Климатограмма Погребина                                                       | Климатограмма Погребина | Климатограмма Погребина | Климатограмма Погребина | Климатограмма Погребина | Климатограмма Погребина | Климатограмма Погребина | Климатограмма Погребина | Климатограмма Погребина | Климатограмма Погребина | Климатограмма Погребина | Климатограмма Погребина |
| ----------------------------------------------------------------------------- | ----------------------- | ----------------------- | ----------------------- | ----------------------- | ----------------------- | ----------------------- | ----------------------- | ----------------------- | ----------------------- | ----------------------- | ----------------------- |
| Я                                                                             | Ф                       | М                       | А                       | М                       | И                       | И                       | А                       | С                       | О                       | Н                       | Д                       |
| 0 −4 −9                                                                       | 0 0 −7                  | 0 8 −2                  | 0 18 3                  | 0 21 10                 | 0 23 12                 | 0 25 16                 | 0 25 14                 | 0 21 9                  | 0 12 5                  | 0 5 −2                  | 0 −4 −8                 |
| Температура в °C • Сумма осадков в мм Источник: NASA Earth Observations (NEO) |                         |                         |                         |                         |                         |                         |                         |                         |                         |                         |                         |

## Достопримечательности

### Бейлдон-Бриствельский дворец

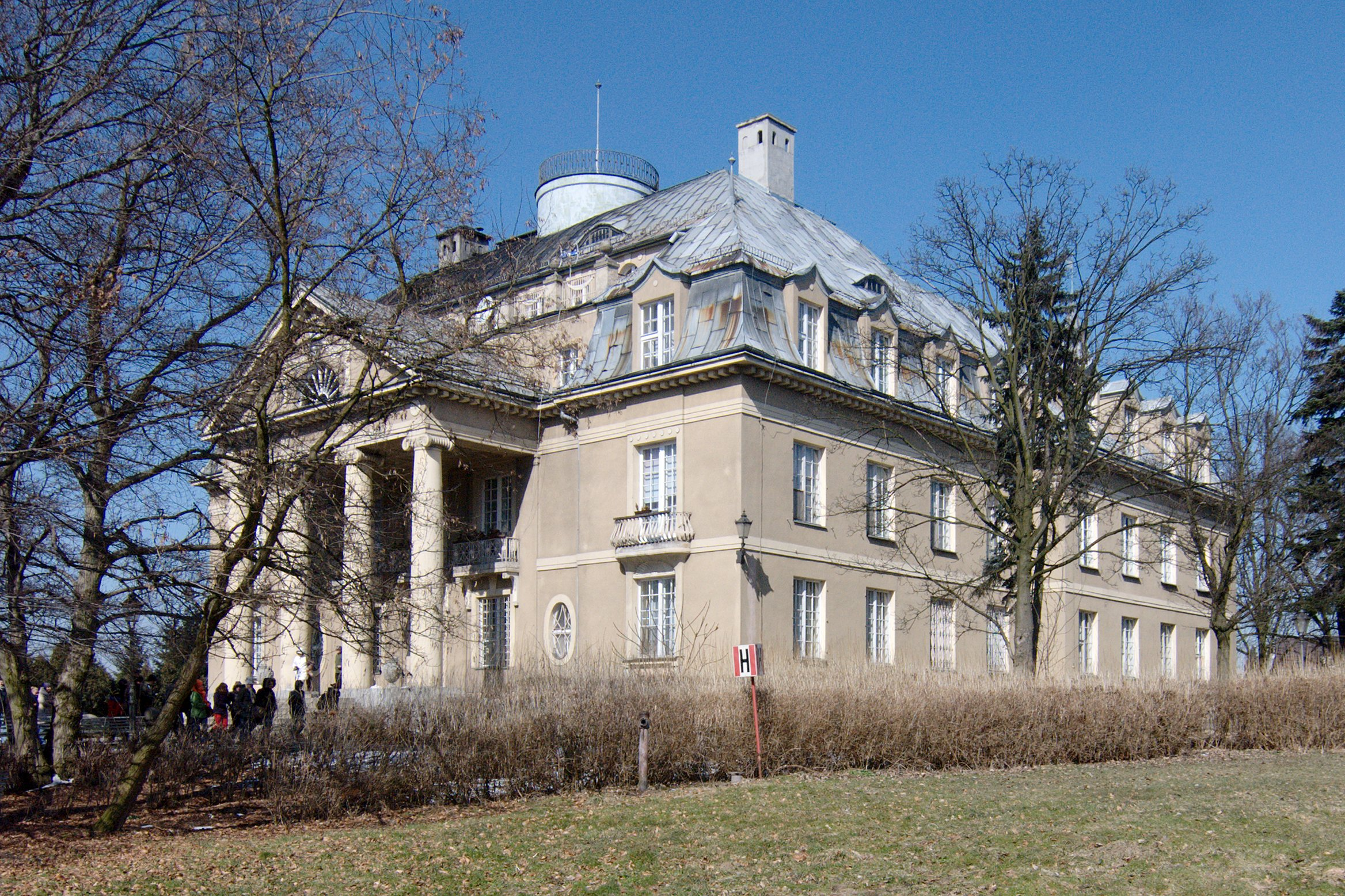
Бейлдон-Бриствельский дворец

На территории поселения сохранился дворец, принадлежавший дворянской семье Лариш (нем. Larisch). В 1882 году здание приобрёл Артур фон Бейлдон для своего единственного сына и дворец перешёл в собственность семьи фон Бейлдонов (нем. Baildon-Briestwell — Бейлдон-Бриствель). Реконструкция 1885—1887 годов придала строению черты дворца. В 1930 году по селезианскому закону имущество с поместьем передано новым хозяевам. В годы Второй мировой войны во дворце был создан транзитный лагерь для немецких репатриантов из Бессарабии и Буковины, а затем — концентрационный лагерь «Polenlager 82», который в свою очередь стал и детским лагерем (нем. Kinderlager). В настоящее время во дворце существует действующий монастырь салезианских сестер, которые приобрели поместье в 1946 году.

### Костёл Святого Варфоломея
Костёл Святого Варфоломея в нео-романском стиле возведён в 1851 году, однако предполагается, что его происхождение углубляется в период четырнадцатого века. Он был реставрирован и перестроен в 1955—1960 годы. Перед входом в костёл имеется саркофаг с телом монахинии итальянского происхождения и настоятельницы монастыря, преподобной Лауры Меоцци (итал. Laura Meozzi).

### Часовня
В поселении находится деревянная полихромная часовня, построенная в 1930 году. Строение возведено на спланированной в форме правильного шестиугольника площадке. Двери и окна заострённой формы и застеклены. Крыша часовни имеет шесть скатов в форме колокола. Облицована листовым металлом и увенчана шаром с крестом. Внутри здания, с XVIII века, находится полихромная скульптура святому Яну Непомуцкому (чеш. Jan Nepomucký), а также настенная мемориальная доска с именем основателя часовни — Галаца.

### Памятные и мемориальные сооружения
- Монастырская площадь по ул. Бжеска — мемориальный памятник в честь польских детей, убитых во время Второй мировой войны нацистами в концентрационном лагере.
- Приходское кладбище — братская могила жертв нацизма, погибших в концлагере Polenlager 82, и 7-и жителей: погибших в лагерях смерти в 1939—1945 годы.
- Кладбище у церкви Святого Бартоломея — братская могила погибших во время Второй мировой войны.